# De Havilland Comet
De De Havilland DH 106 Comet was het eerste operationele passagiersvliegtuig uit de geschiedenis dat werd aangedreven door straalmotoren. Het was een viermotorig toestel, twee motoren in de basis van elke vleugel.

## Geschiedenis
Het vliegtuig werd ontwikkeld en gebouwd door het Britse bedrijf De Havilland. Het bedrijf maakte gebruik van de nieuwe straalmotorentechnologie die tijdens de Tweede Wereldoorlog ontwikkeld was. Het bedrijf speelde met het innovatieve idee een straalvliegtuig te ontwerpen voor het vervoer van personen, destijds een grote stap in de burgerluchtvaart. De eerste vlucht was op 27 juli 1949. Nog nooit was een commercieel vliegtuig gemaakt dat zo hoog en snel kon vliegen.
Bij het ontwerp van de DH Comet werd ook gebruikgemaakt van radar- en radiotechnologie om de veiligheid te verhogen.
De luchtvaartmaatschappij BOAC was de eerste die het vliegtuig kocht en in gebruik nam. Dit was het begin van een nieuw tijdperk: het straaltijdperk. In totaal zijn er 112 exemplaren van gemaakt. Het succes van de Comet was echter van korte duur, en nam een tragische wending.

## Varianten
Er zijn in totaal vier varianten van de Comet verschenen:
- De Comet 1 met de update Comet 1A
- De Comet 2 uitgerust met verbeterde radar en elektronica
- De Comet 3 zelfde als Comet 2 maar 4,7 meter langer
- De Comet 4 als Comet 3 met grotere brandstoftanks, met de latere subtypes Comet 4B en Comet 4C, het grootste type.

De BAE Nimrod is de militaire uitvoering van de Comet 4.
Het RAF Cosworth museum in Londen heeft een de Havilland Comet 1 en een Nimrod in de collectie.

## Historische vluchten
- 's Werelds eerste straal-lijnvlucht was met een Comet 1 van Londen naar Johannesburg in 1952.
- De eerste trans-Atlantische straalvlucht, Londen - New York, werd op 4 oktober 1958 uitgevoerd door BOAC met een Comet 4. Daarmee versloeg BOAC de Amerikaanse maatschappij Pan Am, die de Boeing 707 vloog, met drie weken.

## Crashes
Op 10 januari 1954 scheurde BOAC-vlucht 781 tijdens de vlucht open. Enkele maanden later (8 april 1954) viel een door South African Airways gecharterde Comet (South African Airways-vlucht 201) uit elkaar. Daarop werden alle Comets verplicht aan de grond gehouden. Na maanden van onderzoek werd de oorzaak vastgesteld: ernstige problemen inzake metaalmoeheid. De Comet 1 had vierkante ramen, waardoor er gemakkelijk barsten ontstonden in de hoeken. Deze barsten werden steeds groter, en door het drukverschil (in het vliegtuig veel meer druk dan erbuiten) brak het vliegtuig helemaal open.
Hierop paste De Havilland het ontwerp van haar vliegtuig aan. Het resultaat: de Comet 4 uit 1958. Dit vliegtuig was groter, sneller, had ronde ramen en was daardoor veiliger. Niettemin was De Havilland als wereldwijde speler op de markt voor passagiersvliegtuigen verleden tijd.

## Afbeeldingen

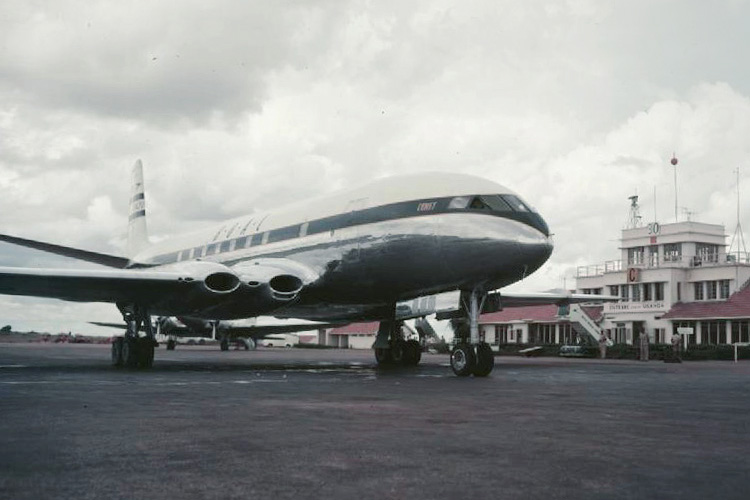
Een Comet 1 in 1952 op weg van Londen naar Johannesburg, tussenlanding op de luchthaven van Entebbe, Oeganda
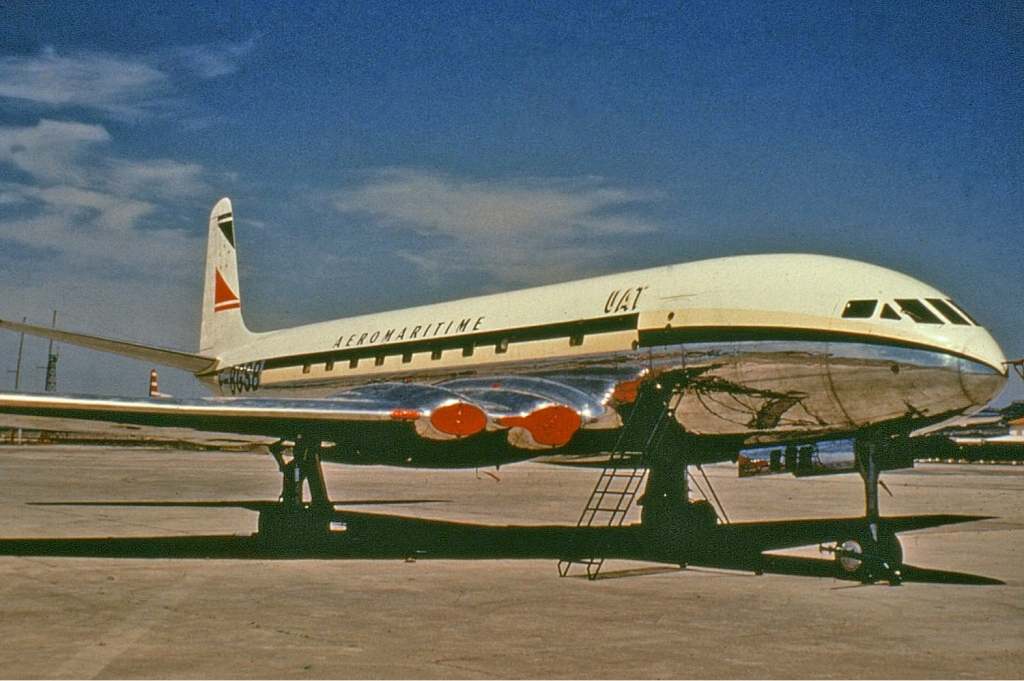
Comet 1, met vierkante ramen
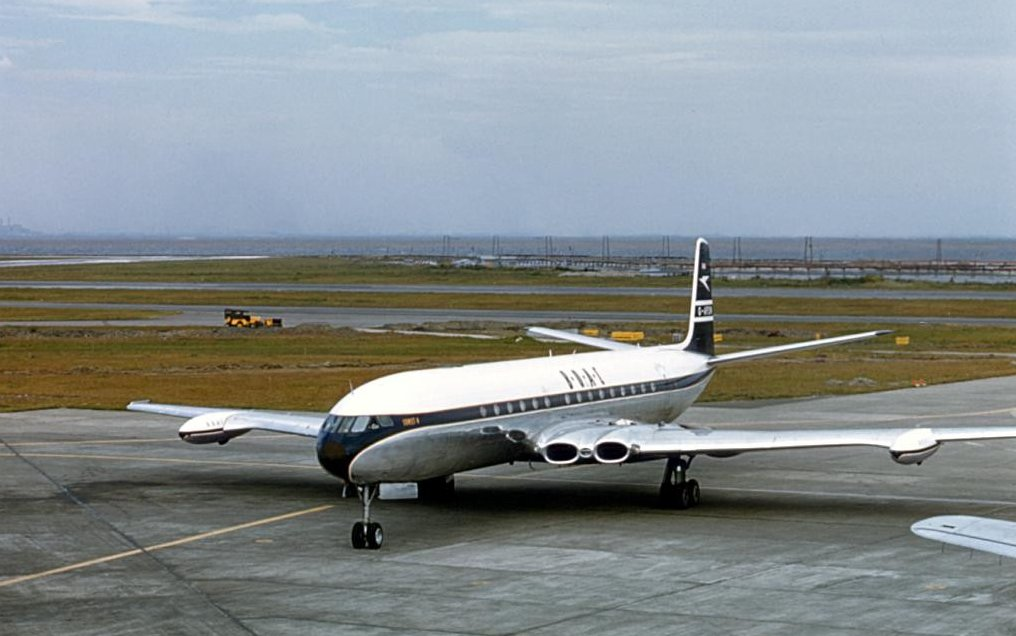
De Comet 4, met ronde ramen